# 黄龍の耳
『黄龍の耳』（こうりゅうのみみ）は、大沢在昌による日本のライトノベル作品。小説よりも先行して開始された漫画化や、OVA化など、さまざまなメディアミックス展開をしている。

## あらすじ
棗家の第45代当主であるキロウこと棗（なつめ）希郎衛門には、類稀なる強運を呼び女性を魅了することで、この世の全てを支配すると言われる力「黄龍の力」があった。父の墓参り先で彼は伽奈子という美女と出会うが、彼女は棗家と敵対する美那一族の一人だった。伽奈子の身を案じつつも、キロウは宿敵・美那との戦いに身を投じた。

## 登場人物
棗 希郎衛門（なつめ きろうえもん）
本作の主人公。古代中国の皇帝の血を引く棗家第45代当主を務める青年。愛称キロウ。この世の全てを支配する力「黄龍の力」を持ち、その証として右耳に小さな穴が開いている。通常はピアスでその穴をふさぐことで力を制御している。伽奈子と宿命的な恋に陥る。漫画版では13歳の時からイタリア北部の修道院で生活しており、修行名はトマス。
四條 伽奈子（しじょう かなこ）
棗家と同じく千年以上の歴史を持ち、女体を駆使して男を惑わし支配してきた、美那一族の一人である美女。一族の命令に背き相馬一郎との政略結婚を拒み逃亡。希郎衛門と運命的に出逢う。希郎衛門との愛を確認した後、自分が側にいては棗家と美那一族の抗争は避けられないと考え、自分から一族のもとへ戻る。しかし、追ってきたキロウは黄龍の耳の力で美那一族を壊滅。ついに一族の呪縛から解放された。
シンクレア・ゴードン（しんくれあ・ごーどん）
棗家のあらゆることを影から支えるゴードン法律事務所の金髪美女。射撃の腕はプロ級、格闘術にも精通している。キロウの身辺警護やサポート役。ラジオドラマ版では漫画版やOVAに比べて、コミカルな役回りを演じることも少なくない。
大河内（おおこうち）
キロウの後見人。歴代の総理が師と仰ぐ法曹界の実力者だが、先々代当主の頃から棗家に仕えている。裏社会に詳しく、美那一族を危険な存在と認識している。
相馬 一郎（そうま いちろう）
次期首相候補ともくされる相馬甚三郎を父に持ち、伽奈子の婚約者だったが、逃げられる。伽奈子を取り戻そうと、キロウに攻撃するが...。ストーリー序盤のかませ犬ポジション。
琴子（ことこ）
美那一族がキロウに向けて差し向けた刺客。女体を駆使した快楽攻撃でキロウを攻撃するが、逆に黄龍の力で、キロウの虜になってしまう。
宣子（のりこ）
美那一族の刺客。冷酷残忍な性格で、仲間であるはずの琴子や雅にも容赦ない。しかしやはり黄龍の力には勝てず、最期は雷の直撃を受けて燃えながら絶命。ラジオドラマ版のキャラクターソング「鬼は外、福はうち」は、インパクト強烈。
雅（みやび）
美那一族の刺客。変装の名人で、タクシー運転手から老婆までどんな人物にも姿を変えられる。変装で通常は美しい女の姿をしているが、その正体は皮膚がなくて筋肉が浮いて見える異形の姿の大男。醜い姿ゆえに親に捨てられたところを美那一族に拾われた。毒蛾鱗粉攻撃などでキロウを苦しめるが、戦いの中でキロウに助けられることに。キロウに秘めたる可能性を感じ、宣子の攻撃から、己の身を盾にして、キロウを庇う。
周 汪文（しゅう おうぶん）
美那一族との戦いを終えたキロウがであった強敵。持ち主に幸運をもたらす巨大ダイヤ・ガイアの雫を持つ男。クイーンエリザベス三世号に集めた日本の財界政界の要人から、財産を強奪し、一気に日本の権益を掌中にしようと企む。キロウとコイントスに始まる超常現象対決を展開。最後はキロウの放った銃弾によってガイアの雫を砕かれ、その破片の直撃を受け絶命した。
セシル・ビノジェ（せしる・びのじぇ）
画家にして詐欺師。そしてキロウにとっての異母姉。男装と女装を巧みに使い分けて人々に近づき、黄龍の耳の血筋であると語る。黄龍の幸運を望む金持ちから大金を巻き上げて姿を消すという。漫画版とラジオドラマ版で設定の異なる部分も多いキャラクター。
ルカ・コマス（るか・こます）
身長は２メートル以上、顔はゴリラといえばゴリラが気を悪くし、カバといえばカバが抗議の電話をかけてくるに違いないほどの醜悪な顔をしている。ヨーロッパの美術品はルカの仲裁なしにはキャンバス１枚、彫刻のかけらすら入手できないといわれる世界最大の美術品ブローカー。その影ではほとんどの犯罪組織を動かしているとさえ言われている。

## 小説版

### ジャンプ ジェイ ブックス
- 大沢在昌（著）・原哲夫・鶴岡伸寿（イラスト） 『黄龍の耳』 集英社〈ジャンプ ジェイ ブックス〉、全2巻
  1. 1993年3月26日、ISBN 4-08-703002-4
  2. 1994年12月2日、ISBN 4-08-703029-6

### 集英社文庫
- 大沢在昌 『黄龍の耳』 集英社〈ジャンプ ジェイ ブックス〉、1997年11月20日、ISBN 4-08-748709-1

## 漫画版

### 黄龍の耳
『週刊ヤングジャンプ』にて1992年52号から1996年1号まで連載された。
単行本
- 大沢在昌（原作）・井上紀良（作画）・M・A・T→東板前二（脚本）、集英社〈ヤングジャンプコミックス〉、全15巻
  1. 1993年5月19日発売[2]、ISBN 4-08-861361-9
  2. 1993年8月19日発売[3]、ISBN 4-08-861362-7
  3. 1993年11月19日発売[4]、ISBN 4-08-861363-5
  4. 1994年2月18日発売[5]、ISBN 4-08-861364-3
  5. 1994年5月19日発売[6]、ISBN 4-08-861365-1
  6. 1994年8月19日発売[7]、ISBN 4-08-861366-X
  7. 1994年11月18日発売[8]、ISBN 4-08-861367-8
  8. 1995年2月17日発売[9]、ISBN 4-08-861368-6
  9. 1995年5月19日発売[10]、ISBN 4-08-861369-4
  10. 1995年8月21日発売[11]、ISBN 4-08-861370-8
  11. 1995年11月17日発売[12]、ISBN 4-08-875421-2
  12. 1996年1月19日発売[13]、ISBN 4-08-875422-0
  13. 1996年2月19日発売[14]、ISBN 4-08-875423-9
  14. 1996年3月19日発売[15]、ISBN 4-08-875426-3
  15. 1996年4月19日発売[16]、ISBN 4-08-875427-1

### 第46代 棗希郎衛門
続編である『第46代 棗希郎衛門』が『週刊漫画ゴラク』2012年8月17日号より同年10月19日号まで連載された。
単行本
- 大沢在昌（原作）・井上紀良（作画）・鍋島雅治（脚本）、日本文芸社〈ニチブンコミックス〉、2012年11月17日、ISBN 978-4-537-12957-1

## ゲームソフト
1995年12月22日にバップからスーパーファミコン向けに発売された。ファミコン通信のクロスレビューでは21/40点。

## パチンコ
『CR黄龍の耳』のタイトルで、1997年11月にサミーから発売された。

## OVA
『黄龍の耳 美那の章』のタイトルでバップから発売された。全2巻、各25分。
発売日
- 前編：1995年4月26日
- 後編：1995年6月1日

### OVAキャスト
- 棗希郎衛門：森川智之[18]
- 四條伽奈子：久川綾[18]
- ゴードン：深見梨加[18]
- 琴子：寺瀬めぐみ
- 宣子：松井菜桜子[18]
- 大河内：富田耕生[18]
- 相馬：石井康嗣
- 相馬の父：笹岡繁蔵
- 雅（女）：新山志保
- 雅（男）：大友龍三郎

### スタッフ
- 監督：湯山邦彦[18]
- 脚本：寺田憲史
- キャラクターデザイン・総作画監督：ゴトウマサユキ[18]
- アニメーション制作 - オー・エル・エム[18]
- 製作 - バップ

### ラジオ
OVA版の販促番組として『久川綾のSHINY NIGHT 黄龍の耳』が放送された。OVA版の終了後は、『久川綾のSHINY NIGHT』に改名。番組では黄龍の耳のラジオドラマが放送され、全6巻のドラマCDが発売された。森川智之、久川綾以外のキャストはOVAと異なる。（富田耕生、笹岡繁蔵はOVAとは別の役で出演。）首藤剛志が脚本を担当。漫画版ストーリーを基本ベースにしてはいるが、ラジオドラマ放送中は漫画版がまだ完結していないこともあって、後半はオリジナル要素が強い。OVAに登場しないキャラクター、ラジオドラマ版のオリジナルキャラクターも登場する。ラジオドラマキャストを以下に記載。
- 棗希郎衛門：森川智之
- 四條伽奈子：久川綾
- ゴードン：平野文
- 大河内：増岡弘
- 静月院庵主：寺島信子
- 美那一族の頭：沢田敏子
- マリア：島津冴子
- タロット：麦人
- 宣子：天野由梨
- 琴子：島本須美
- 相馬の父：若本規夫
- 相馬：真殿光昭
- 雅（女）：鶴ひろみ
- 雅（男）：笹岡繁蔵
- 周汪文：佐々木望
- ミュー：椎名へきる
- エリザベス：冨永みーな
- マーガレット：勝生真沙子
- ゴードンのボーイフレンド：大塚芳忠
- セシル：篠倉伸子
- ルカ・コマス：富田耕生
- レイザ：中田譲治
- 黄龍の声：速水奨